# Emil Werth
Emil Werth (* 11. März 1869 in Münster; † 8. Juli 1958 ebenda) war ein deutscher Botaniker, Phänologe, Ethnologe, Geograph und Agrarwissenschaftler. Sein offizielles botanisches Autorenkürzel lautet „Werth“.

## Leben und Wirken
Emil Werth entstammt einer alten Wuppertaler Bauernfamilie. Er erlernte den Beruf des Apothekers und studierte von 1893 bis 1895 Pharmazie an der Universität Münster. Dann zog es ihn in ferne Länder. 1896 und 1897 hatte er als Verwalter der deutschen Apotheke auf der Insel Sansibar Gelegenheit, die Flora dieser Tropeninsel zu studieren. Manche neu entdeckte Pflanzenart trägt seinen Namen. 1897 und 1898 bereiste er Ostafrika und führte geologische, botanische, zoologische und kulturgeschichtliche Untersuchungen durch. 
1899 weilte Werth für ein Semester an der Universität Berlin, dann an der Universität Bern, wo er 1901 mit der Dissertation Die Vegetation der Insel Sansibar zum Dr. phil. promoviert wurde. Von 1901 bis 1903 war er Teilnehmer der von Erich von Drygalski geführten deutschen Südpolar-Expedition und Leiter der Kerguelen-Station, auf der er zusammen mit Karl Luyken und Josef Enzensperger zurückblieb, während Drygalski zum Südpol weiterreiste. Angeregt durch den an der Universität Berlin wirkenden Geographen Ferdinand von Richthofen unternahm Werth 1904 Forschungsreisen nach Australien und Indien. Von 1906 bis 1907 arbeitete er im Deutschen Büro der Internationalen Bibliographie der Naturwissenschaften in Berlin.
1908 wurde Werth Mitarbeiter bei der Kaiserlichen Biologischen Anstalt für Land- und Forstwirtschaft, der späteren Biologischen Reichsanstalt, in Berlin. Hier beschäftigte er sich mit der Biologie parasitärer Pilze, publizierte jedoch gleichzeitig eine Vielzahl geomorphologischer und kulturgeographischer Arbeiten. Hervorzuheben ist sein 1915 veröffentlichtes, von der Deutschen Kolonialgesellschaft preisgekröntes Werk Das deutsch-ostafrikanische Küstenland und die vorgelagerten Inseln. 1917 wurde ihm der Titel Professor verliehen.
1920 übernahm Werth die Leitung des Laboratoriums für Meteorologie und Phänologie der Biologischen Reichsanstalt. 1921 begründete er den Phänologischen Reichsdienst mit über eintausend ehrenamtlichen Beobachtern. Er publizierte wegweisende Arbeiten über den Einfluss der Witterung auf Wachstum und Entwicklung der Kulturpflanzen sowie über die Bedeutung der Phänologie für den Pflanzenschutz. Seine bedeutendste Leistung während dieses Lebensabschnitts war die Schrift über die Klima- und Vegetations-Gliederung in Deutschland (1927).
1934 wurde Werth in den Ruhestand versetzt. Fortan galt sein wissenschaftliches Interesse überwiegend der Geschichte des Landbaus und der Geschichte der Kulturpflanzen. Auch im hohen Alter hat Werth noch zahlreiche Beiträge in Fachzeitschriften und mehrere Bücher veröffentlicht. Als sein bedeutendes Spätwerk gilt das 1954 erschienene Buch Grabstock, Hacke und Pflug. Versuch einer Entstehungsgeschichte des Landbaus. Die dort aufgeführte Literaturliste umfasst 64 eigene Abhandlungen, die er zu diesem Thema beigesteuert hat. Sein wissenschaftliches Gesamtwerk umfasst circa 500 Publikationen.
Werth hat als Wissenschaftler besonderen Wert auf interdisziplinäres Denken und Handeln gelegt. Er war Ehrenmitglied der Vereinigung für Angewandte Botanik. 1954 wurde er mit dem Bundesverdienstkreuz ausgezeichnet.

## Hauptwerke
- Die Vegetation der Insel Sansibar. Diss. phil. Univ. Bern 1901.
- Das Eiszeitalter. Verlag Göschen Leipzig 1909 = Sammlung Göschen Nr. 431; 2. verb. Aufl. ebd. Berlin und Leipzig 1917; Neudruck der 2. Aufl. ebd. 1920.
- Das deutsch-ostafrikanische Küstenland und die vorgelagerten Inseln. Gekrönte Preisschrift. 2 Bände, Verlag D. Reimer Berlin 1915.
- Der fossile Mensch. Grundzüge einer Paläanthropologie. Verlag Gebr. Borntraeger Berlin. 3 Teilbände. Tl. 1: 1921; Tl. 2: 1922; Tl. 3: 1928.
- Klima- und Vegetations-Gliederung in Deutschland. Verlag Paul Parey Berlin 1927 = Mitteilungen aus der Biologischen Reichsanstalt für Land- und Forstwirtschaft, Berlin Dahlem H. 33.
- Einführung in die Theorie der doppelten Vererbung. Bergen I, Nr. 72, Oberbayern, Biologisch-kulturhistorische Forschungsstelle Alpenland, 1949.
- Südasien als Wiege des Landbaus. Verlag W. Kohlhammer Stuttgart 1950.
- Die eustatischen Bewegungen des Meeresspiegels während der Eiszeit und die Bildung der Korallenriffe. Verlag der Akademie der Wissenschaften und der Literatur, Mainz 1953 = Abhandlungen der Akademie der Wissenschaften und der Literatur, Mathematisch-naturwissenschaftliche Klasse Jg. 1952, Nr. 8.
- Grabstock, Hacke und Pflug. Versuch einer Entstehungsgeschichte des Landbaus. Verlag E. Ulmer Ludwigsburg 1954.
- Die Litorinasenkung und die steinzeitlichen Kulturen im Rahmen der isostatischen Meeresspiegelschwankungen des nordeuropäischen Postglazials. Verlag der Akademie der Wissenschaften und Literatur, Mainz 1955 = Abhandlungen der Akademie der Wissenschaften und der Literatur, Mathematisch-naturwissenschaftliche Klasse, Jg. 1954, Nr. 8.
- Bau und Leben der Blumen. Die blütenbiologischen Bautypen in Entwicklung und Anpassung. Verlag Enke Stuttgart 1956.